# Воропаев, Иван Кириллович
Иван Кириллович Воропаев (7 апреля 1905, д. Трубильня (теперь Краснопольского района Могилёвской области Беларуси — 11 ноября 1959, Коломна Московской области) — советский артиллерийский военачальник в Великой Отечественной войне, Герой Советского Союза (26.10.1944). Гвардии генерал-майор артиллерии (22.08.1944).

## Биография
Родился в белорусской крестьянской семье. С 1924 года работал на чугунолитейном заводе в Гомеле.
В Красной Армии с 1927 года. В 1934 году окончил курсы усовершенствования командного состава артиллерии, служил командиром батареи. За успехи в боевой и политической подготовке личного состава был награждён орденом Красной Звезды.
Участник гражданской войны в Испании в 1937—1938 годах. После возвращения в СССР в мае 1939 года назначен командиром 55-го артиллерийского полка 55-й стрелковой дивизии Орловского военного округа. Участвовал в освобождении Западной Белоруссии (сентябрь 1939 года) и в советско-финской войне 1939—1940 годов. К началу войны командовал 84-м артиллерийским полком этой дивизии.
Участник Великой Отечественной войны с июня 1941 года. Командовал 84-м артиллерийским полком, был начальником артиллерии 267-й стрелковой дивизии. С мая 1943 года — начальник артиллерии 4-го гвардейского корпуса 8-й гвардейской армии. Сражался на Западном, Юго-Западном, 3-м Украинском, 1-м Белорусском фронтах, участник Сталинградской, Курской битв, освобождения Украины, Белоруссии, Польши, боев в Германии.
Командующий артиллерией 4-го гвардейского стрелкового корпуса 8-й гвардейской армии 1-го Белорусского фронта Воропаев И. К. отличился в августе 1944 года. При форсировании Вислы в районе польского населённого пункта Магнушев артиллерийским огнём обеспечил переправу соединений корпуса, лично руководил переправой артиллерии. За месяц наступательных боев артиллерия корпуса уничтожила 106 вражеских танков и самоходных орудий, 172 орудия и миномёта.
Указом Президиума Верховного Совета СССР от 26 октября 1944 года за умелое и успешное командование артиллерией стрелкового корпуса, образцовое выполнение боевых заданий командования на фронте борьбы с немецко-фашистскими захватчиками и проявленные при этом мужество и героизм гвардии генерал-майору артиллерии Воропаеву Ивану Кирилловичу было присвоено звание Героя Советского Союза с вручением ордена Ленина № 18915 и медали «Золотая Звезда» № 3113.
После войны Воропаев И. К. продолжил службу в Советской Армии. В 1946 году окончил Высшую военную академию имени К. Е. Ворошилова. С 1946 до 1948 года служил заместителем начальника Высшей офицерской штабной школы в городе Коломне Московской области. С 1948 года — командующий артиллерией стрелкового корпуса в городе Тирасполе Одесского военного округа.
В 1950 году гвардии генерал-майор артиллерии Воропаев И. К. был уволен в запас по болезни. Жил в Коломне.
Скончался 11 ноября 1959 года. Похоронен в Коломне на воинском кладбище.

## Награды и звания
- Герой Советского Союза (26.10.1944)[3]
- Орден Ленина (26.10.1944)
- Три ордена Красного Знамени (3.03.1938, 17.09.1943, 24.06.1948)
- Орден Суворова II степени (23.08.1944)
- Орден Богдана Хмельницкого II степени (31.05.1945)
- Два ордена Красной Звезды (16.08.1936, 3.11.1944)
- Медали СССР.
- Иностранные награды.

## Память
- На могиле Героя Советского Союза И. К. Воропаева установлен памятник от Министерства обороны СССР.
- Бюст гвардии генерал-майора артиллерии И. К. Воропаева установлен в Коломне в Мемориальном парке на Аллее памяти коломенцев.
- Имя И. К. Воропаева присвоено Клясинской восьмилетней школе; его именем названа улица в п. Краснополье.
- Именем И. К. Воропаева названа улица в г. Владивосток.
- В 2005 году Министерство связи и информатизации Республики Беларусь ввело в почтовое обращение художественный конверт с оригинальной маркой «100 лет со дня рождения И. К. Воропаева».